# Primera División de baloncesto 1965-66
La temporada 1965-66 de la Liga Española de Baloncesto fue la décima edición de dicha competición. La formaron diez equipos equipos en un único grupo, jugando todos contra todos a doble vuelta. Los dos últimos clasificados disputaron una liguilla de promoción junto al tercero y cuarto de la Segunda División, para determinar qué dos equipos jugarían la temporada siguiente en la máxima categoría. Comenzó el 24 de octubre de 1965 y finalizó el 13 de marzo de 1966. El campeón fue por novena vez el Real Madrid CF.

## Equipos participantes
| Equipo               | Sede                    |
| -------------------- | ----------------------- |
| FC Barcelona         | Barcelona               |
| Real Madrid CF       | Madrid                  |
| Sevilla CF           | Sevilla                 |
| Club Juventud        | Badalona                |
| CB Hospitalet        | Hospitalet de Llobregat |
| CD Mataró            | Mataró                  |
| CB Estudiantes       | Madrid                  |
| Picadero JC          | Barcelona               |
| Club Águilas         | Bilbao                  |
| Club Natación Helios | Zaragoza                |

## Clasificación
| Pos. | Equipo           | PJ | G  | P  | GF   | GC   | DG   | Pts | Clasificación o descenso             |
| ---- | ---------------- | -- | -- | -- | ---- | ---- | ---- | --- | ------------------------------------ |
| 1    | Real Madrid (C)  | 18 | 16 | 2  | 1582 | 1172 | +410 | 34  | Clasificado para la Copa de Europa   |
| 2    | Picadero Damm    | 18 | 15 | 3  | 1353 | 994  | +359 | 33  |                                      |
| 3    | Molfort's Mataró | 18 | 11 | 7  | 1295 | 1200 | +95  | 29  |                                      |
| 4    | Juventud Kalso   | 18 | 10 | 8  | 1272 | 1163 | +109 | 28  | Clasificado para la Recopa de Europa |
| 5    | Barcelona        | 18 | 8  | 10 | 1207 | 1243 | −36  | 26  |                                      |
| 6    | Estudiantes      | 18 | 8  | 10 | 1210 | 1164 | +46  | 26  |                                      |
| 7    | Águilas          | 18 | 7  | 11 | 1202 | 1347 | −145 | 25  |                                      |
| 8    | L'Hospitalet     | 18 | 5  | 13 | 1018 | 1266 | −248 | 23  |                                      |
| 9    | Sevilla (O)      | 18 | 5  | 13 | 1089 | 1359 | −270 | 23  | Promoción de descenso                |
| 10   | Helios (O)       | 18 | 5  | 13 | 981  | 1301 | −320 | 23  | Promoción de descenso                |

 Fuente: Linguasport
Notas:
1. ↑  Al final de la temporada, el Sevilla CF renunció a su puesto en la liga.

| Campeón 1965-66 |
| --------------- |
| Real Madrid     |

## Promoción de descenso
| Equipo 1 | Agr.    | Equipo 2 | Ida   | Vuelta |
| -------- | ------- | -------- | ----- | ------ |
| Dimar    | 126–154 | Sevilla  | 65–59 | 61–95  |
| Ripollet | 111–111 | Helios   | 56–42 | 55–69  |

### Partido de desmpate (jugado enMadrid)
| Equipo 1 | Resultado | Equipo 2 |
| -------- | --------- | -------- |
| Ripollet | 47–56     | Helios   |

## Máximos anotadores
| Pos. | Nombre            | Equipo | Puntos |
| ---- | ----------------- | ------ | ------ |
| 1.   | Miles Aiken       | AGU    | 431    |
| 2.   | Nino Buscató      | JUV    | 369    |
| 3.   | Josep Maria Soler | MAT    | 364    |